# Athemellus hickeri
Athemellus hickeri is een keversoort uit de familie soldaatjes (Cantharidae). De wetenschappelijke naam van de soort werd in 1934 gepubliceerd door Maurice Pic.